# حنیف همگام
حنیف همگام (زادهٔ ۱۹۶۲ – درگذشتهٔ ۲۴ قوس/آذر ۱۳۹۷) کمدین، بازیگر، کارگردان و مجری افغانستان بود. او یکی از چهره‌های شناخته‌شده هنرهای نمایشی افغانستان به‌شمار می‌رفت و در زمینهٔ طنز تلویزیونی و سینما فعالیت‌های گسترده‌ای داشت.

## زندگی‌نامه
حنیف همگام در سال ۱۹۶۲ میلادی در شهر کابل متولد شد. تحصیلات ابتدایی و متوسطه‌اش را در مکاتب جمال‌مینه و لیسه غازی کابل به پایان رساند. سپس وارد دانشکده هنرهای زیبای دانشگاه کابل شد و از رشتهٔ تئاتر و سینما فارغ‌التحصیل گردید.

## فعالیت‌ها

### فعالیت هنری
همگام در طول زندگی حرفه‌ای خود در بیش از ۲۰ فیلم ساخته‌شده در داخل و خارج از افغانستان ایفای نقش کرد. او همچنین کارگردانی سه فیلم هنری و هفت مستند را در کارنامهٔ خود دارد. شهرت او بیشتر به‌واسطهٔ اجرا و تهیهٔ برنامهٔ طنز و انتقادی "زنگ خطر" در تلویزیون خصوصی طلوع در دهه ۱۳۸۰ خورشیدی بود. این برنامه از جمله آثار محبوب طنز تلویزیونی در افغانستان به‌شمار می‌رفت.

## درگذشت
حنیف همگام مدتی به دلیل بیماری تحت درمان در کابل و هند قرار داشت. سرانجام در تاریخ ۲۳ قوس/آذر ۱۳۹۸ در بیمارستان سردار محمد داوودخان در کابل درگذشت. به گفتهٔ جوانشیر حیدری، رئیس اتحادیه سینماگران افغانستان و از دوستان نزدیک او، علت مرگ «خونریزی مغزی» اعلام شده است.